# Steve Harrington (Stranger Things)
Steve Harrington es un personaje ficticio que aparece en la serie de televisión de Netflix Stranger Things, interpretado por Joe Keery y creado por los Hermanos Duffer.   
Si bien comenzó como el típico atleta desagradable, Steve se convirtió en un personaje más protector, reflexivo y afectuoso a medida que avanzaba el programa; un desarrollo que ha recibido elogios generalizados tanto de críticos como de fanáticos y lo ha llevado a convertirse en uno de los personajes más queridos y perdurables del programa y es considerado como uno de los personajes de impacto de la serie.
Inicialmente como parte del elenco recurrente, Keery fue ascendido al elenco principal en la segunda temporada. Steve es un antagonista secundario convertido en protagonista al final de la temporada 1 y uno de los principales protagonistas de la temporada 2, 3 y 4.

## Desarrollo

### Creación
Joe Keery originalmente audicionó para interpretar a Jonathan Byers antes de conseguir el papel de Steve.  El actor Chase Stokes, conocido por su papel en Outer Banks, también audicionó para el papel de Steve, pero admitió que olvidó sus líneas y "se jodió" en la audición. 
Durante el desarrollo del programa, originalmente titulado Montauk, el personaje de Steve era menos encantador y más idiota, y Joe Keery lo describió como "más enérgico y agresivo, y una especie de deportista estereotipado de los 80 que verías en una película de John Hughes".  En los primeros borradores del guion del primer episodio, Steve llegó incluso a agredir sexualmente a Nancy. En el final de la primera temporada, Steve originalmente iba a morir, y al padre de Jonathan y Will, Lonnie Byers, se le dio el arco de redención que le permitiría ayudar a Jonathan y Nancy a luchar contra el Demogorgon en el final.
El personaje fue reelaborado porque los hermanos Duffer pensaron que Keery tenía un aspecto y una energía diferentes a los que imaginaban a Steve, diciendo que Keery era "increíblemente agradable y tenía ese carisma".  En el plan original, Nancy y Steve no se reconciliarían al final del programa, pero los Duffer decidieron darle a Steve su propio arco en el que está con la multitud equivocada y Nancy lo pone de su lado. 
El productor ejecutivo Shawn Levy dijo que la evolución del papel de Steve en la temporada 2 no fue planeada inicialmente, y los hermanos Duffer decidieron en medio de la escritura de la temporada emparejar el personaje de Steve con Dustin Henderson debido a ambos. personajes que están "solos" y experimentan angustia. 
Durante el desarrollo, Keery y los Duffers hablaron sobre "de qué tipo de vida familiar viene [Steve] y tal vez esta chica, Nancy, es callada y escucha de una manera que otras personas no lo han escuchado en este momento".

### Diseño
La diseñadora de vestuario Kimberly Adams describió a Steve como un "preparador" de la escuela secundaria y resumió su estilo como "¡Camisas polo, Levi's, pantalones caqui y básicos de Brooks Brothers usados con actitud!". 
En el panel de estado de ánimo que Adams creó para el personaje, su estilo se inspiró en los personajes de Tom Cruise, Joel Goodson en Risky Business (1983) y Stefan "Stef" Djordjevic en All the Right Moves (1983). Steve hace referencia a ambas películas en "La pulga y el acróbata" y menciona cómo Carol dijo que se parece a Tom Cruise, de quien Nancy tiene un póster en su habitación. Steve usa los mismos zapatos Nike que usó Cruise en All the Right Moves. Otras inspiraciones en el mood board fueron Johnny Depp como Glen Lantz en Pesadilla en Elm Street (1984) y el modelo John Sommi modelando prendas de punto en GQ. Todos los hombres antes mencionados eran considerados deportistas y rompecorazones de los 80.
Los estilistas pasaron mucho tiempo discutiendo el aspecto de Steve: cómo podían hacer que pareciera "una especie de imbécil" que "realmente irrita a la gente". 
No descubrieron el cabello de Steve hasta el segundo y tercer episodio, cuando lo probaron como un estilo de broma para ver si subía. Para conseguir el look, utilizaron muchos champús, mucha laca para el cabello y un cuidado meticuloso.

## Biografía del personaje ficticio

### Temporada 1
Steve es retratado inicialmente como un atleta popular entre las chicas, antagónico y desagradable. Al comienzo de la serie, Steve inicia una relación con Nancy Wheeler, una estudiante inteligente y algo pudiente. Aunque muestra algo de compasión al enterarse de la noticia de la desaparición del joven Will Byers, pronto choca con su hermano Jonathan, cuando descubre que espió sin querer una fiesta clandestina en su casa, provocando que le rompa su cámara. Tras ese incidente y sumado a que de forma egoísta le preocupa que su fiesta no se revele a sus padres, Nancy se acerque a Jonathan cuando se ayudan para buscar tanto a Will como a su mejor amiga, Barbara Holland, quien desapareció en esa fiesta en su casa. Steve, intentando reconciliarse con Nancy, los ve juntos a través de la ventana de su dormitorio y asume que están saliendo. Enojado, Steve se deja llevar por sus amigos e insulta a Nancy; aborda a Jonathan, pero lo vence en una pelea y Steve ve el error de sus acciones e ignora a sus antiguos "amigos". Viajando a la casa de los Byers para disculparse, se involucra en la lucha de Nancy y Jonathan contra el Demogorgon, al que derrotan. Al final de la temporada, Nancy le compra a Jonathan una cámara nueva y Steve continúa su relación con ella.

### Temporada 2
Para 1984, la relación de Steve con Nancy empieza a deteriorarse debido a la culpa que Nancy carga por la muerte de Barb; después de que Nancy se emborracha en la fiesta de Halloween y le confiesa en su embriaguez que siente que su relación es falsa, él rompe con ella después de que ella duda en decirle que lo ama. Steve también entra en conflicto con Billy Hargrove, un nuevo estudiante de la escuela que busca convertirse en el tipo duro del lugar. Steve se involucra con Mike Wheeler y sus amigos después de que Dustin le pide que lo ayude a encontrar a su "mascota" D'Artagnan, sin saber que es un Demodogo, otra criatura del Upside Down. Steve y Dustin se unen cuando discuten sobre cómo hablar con las chicas, y pronto Steve también toma a Mike, Lucas y Max (la hermanastra de Billy) bajo su protección. Steve protege a los niños mientras los Demodogs comienzan a invadir Hawkins, dando tiempo a Eleven y Jim Hopper para cerrar la puerta al Upside Down (El Otro Lado, en español), y a Will Byers para exorcizar al Mind Flayer de su cuerpo. También defiende a los niños contra Billy y queda inconsciente antes de que Max pueda controlar a su hermano.

### Temporada 3
En 1985, graduado de la escuela secundaria, Steve trabaja en la heladería Scoops Ahoy! en el Starcourt Mall con Robin Buckley (Maya Hawke), una excompañera de clase que se burla de él con frecuencia. Dustin, que regresó de un campamento de ciencias e instaló una torre de radioaficionados para hablar con su nueva novia Suzie en Utah, recibe la ayuda de Steve para traducir un mensaje de radio en ruso que escuchó. Robin ayuda con la traducción, indicando un sitio en el centro comercial, y la hermana de Lucas, Erica (Priah Ferguson), es reclutada para colarse en el sitio a cambio de helado gratis. Steve, Robin, Dustin y Erica encuentran una base rusa secreta debajo del centro comercial que intenta abrir un portal al Upside Down. Aunque Steve y Robin son capturados y drogados, Dustin y Erica ayudan a salvarlos y regresan a la superficie para advertir a los demás. Mientras se recupera de los efectos de la droga, Steve admite que se siente atraído por Robin y se entera de que Robin es lesbiana, pero acepta su sexualidad. En la siguiente batalla con el Mind Flayer, Steve ayuda a evitar que el poseído Billy embista el auto que los demás están usando para escoltar a Once, y se une al resto para distraer al Mind Flayer con fuegos artificiales mientras se cierra la puerta de la base rusa abajo. Con la destrucción del centro comercial por la batalla, Steve y Robin pierden sus trabajos en Scoops Ahoy! y consigue empleo en un local de Family Video.

### Temporada 4
En la primavera de 1986, Steve continúa trabajando en la tienda de videos con Robin y sigue siendo amigo cercano de Dustin, aunque le reprocha su alejamiento en desmedro de su amistad con el excéntrico estudiante Eddie Munson. Después de que la animadora de la escuela secundaria Chrissy Cunningham es encontrada brutalmente asesinada dentro del tráiler de Eddie, Steve y Robin ayudan a Dustin y Max a localizar a Eddie, a quien le explican la existencia del Upside Down. Por sus características, nombran a la entidad que mató a Chrissy como "Vecna".
Cuando Vecna posee a Max, Steve junto con Dustin y Lucas la ayudan a escapar de su control tocando su canción favorita, "Running Up That Hill", en sus auriculares, habiendo aprendido de Nancy y Robin que la música puede romper su hechizo. Basado en las ilustraciones de Max de lo que vio mientras estaba poseída, Steve y los demás investigan la casa abandonada de Victor Creel, quien fue arrestado por la muerte de su esposa e hija en la década de 1950, aunque la pandilla cree que Vecna cometió los asesinatos. Se dan cuenta de que las luces parpadean y luego explotan mientras Vecna reclama a su tercera víctima.
Más tarde, Dustin nota que su brújula funciona mal y se da cuenta de que debe haber otra puerta hacia el Upside Down cerca. La pandilla rastrea la puerta de Lover's Lake; Steve se sumerge para investigar, pero es arrastrado al Upside Down por un zarcillo y rodeado de criaturas parecidas a murciélagos. Nancy, Robin y Eddie llegan y lo ayudan a luchar contra ellos. Mientras viaja por el Upside Down, Eddie se da cuenta de que Steve todavía está enamorado de Nancy y lo anima a actuar de acuerdo con sus sentimientos.
El grupo encuentra otra puerta en el lugar del asesinato de Chrissy y la usan para escapar del Upside Down, pero Nancy es poseída brevemente por Vecna y se le muestra una visión de Hawkins siendo destrozado por grietas. Por ello, el grupo decide matar a Vecna esa noche; Max se ofrece como voluntaria para atraer a Vecna para que la posea, lo que permite que los demás ataquen a Vecna mientras él está distraído. Steve, Nancy y Robin van a la casa Creel en el Upside Down; En el camino, Steve le admite a Nancy que todavía está enamorado de ella y le agradece por hacerlo una mejor persona.
El grupo encuentra a Vecna dentro de la casa Creel; Steve y Robin le prenden fuego con cócteles Molotov mientras Nancy le dispara, aparentemente matándolo. Sin embargo, Vecna logró matar brevemente a Max, lo que permitió que su cuarta puerta se abriera y desencadenara fallas que atraviesan a Hawkins. Dos días después, el pueblo se recupera del "terremoto" y Steve, Dustin y Robin se ofrecen como voluntarios para ayudar a las víctimas afectadas. Sin embargo, observan como el Upside Down comienza a infiltrarse en Hawkins.

## En la cultura popular
El personaje aparece en Dead by Daylight como un personaje DLC junto con Nancy Wheeler; en el, es una sobreviviente que es perseguida por el Demogorgon por todo el laboratorio de Hawkins.

## Recepción
El desarrollo del personaje de Steve a partir de la segunda temporada del programa ha sido aclamado y ha llevado al personaje a convertirse en uno de los favoritos de los fanáticos y en el favorito de la crítica en el programa, y Joe Keery ha recibido elogios de la crítica por su actuación. La transición del estereotipo de matón a un personaje cariñoso y protector fue elogiada por la crítica y el público. Los fanáticos, en particular, disfrutaron de su incipiente amistad con Dustin Henderson y la forma protectora en que comenzó a cuidar a los niños, lo que ha llevado a muchos fanáticos a referirse a él como "Mamá Steve".
La progresión del personaje continuó en la tercera temporada con la presentación de su compañera de trabajo Robin Buckley. La química entre Keery y Maya Hawke fue aclamada por la crítica, al igual que el desarrollo de un nuevo lado cómico del personaje de Steve. En particular, la reacción positiva de Steve ante la revelación de Robin como lesbiana en los años 80 ha sido elogiada por su naturaleza reflexiva y comprensiva.
Muchos críticos consideran que Steve se encuentra entre los mejores personajes del programa, y Laura Bradley de Vanity Fair llama a Steve una "mascota adorable", así como el "mayor triunfo" del programa.  Kaitlin Thomas de Paste se refirió a Steve como el presentador emocional del programa, afirmando que la serie "no podría sobrevivir" sin su presencia como el "corazón y el alma" de la serie y la conexión emocional de los espectadores con ella.  Antes del lanzamiento de los dos últimos episodios de la cuarta temporada, Netflix aparentemente respondió a la preocupación de los fanáticos por el destino de Steve al presentar varios carteles adornados con las palabras "Protege a Steve". 